# Straßenbahn Baden
| Straßenbahn in Baden (Schema)               | Straßenbahn in Baden (Schema) |
| ------------------------------------------- | ----------------------------- |
|                                             |                               |
| Spurweite:                                  | 1435 mm (Normalspur)          |
|                                             |                               |
| Straßenbahn Baden (Ringlinie)               |                               |
|                                             |                               |
|                                             |                               |
| Straßenbahn Baden (Linie nach Rauhenstein)  |                               |
|                                             |                               |
|                                             |                               |
| Straßenbahn Baden (Linie nach Vöslau)       |                               |
|                                             |                               |
|                                             |                               |
| Straßenbahn Baden (Linie nach Traiskirchen) |                               |
|                                             |                               |
|                                             |                               |
| Straßenbahn Baden (Linie nach Guntramsdorf) |                               |
|                                             |                               |
|                                             |                               |

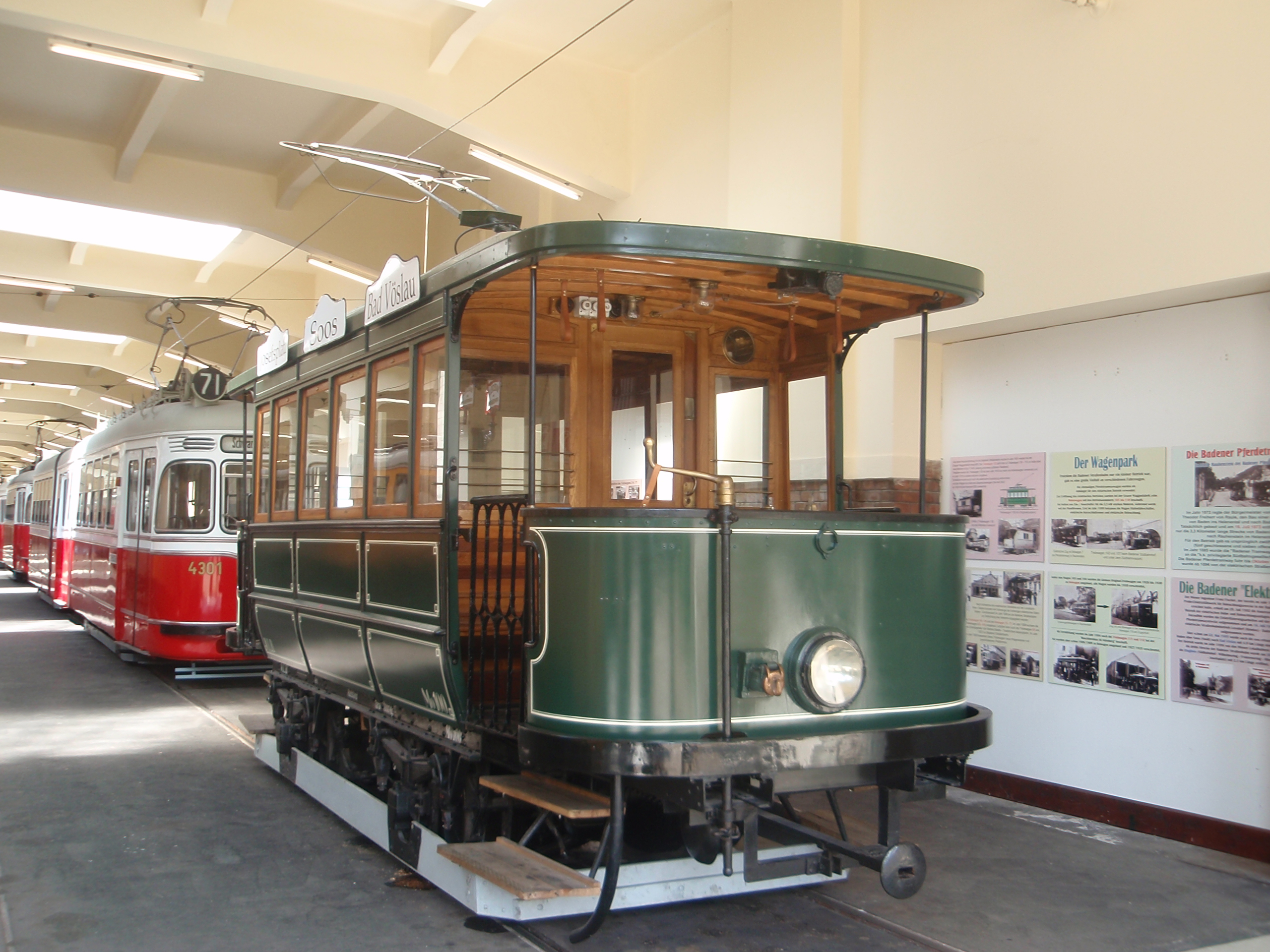
Originaler Triebwagen 100 (1900)

Die Straßenbahn der Stadt Baden bei Wien war einer der ältesten Straßenbahnbetriebe in Österreich-Ungarn. 1873 wurde der Betrieb als Pferdestraßenbahn aufgenommen, bereits 1894 konnte die erste Strecke elektrifiziert werden.

## Charakteristik
Eine Besonderheit der Badener Straßenbahn war, dass ihr Netz überwiegend aus Überlandlinien – nach Rauhenstein im Helenental, (Bad) Vöslau, Traiskirchen und Guntramsdorf – bestand, wobei die Strecke nach Rauhenstein teilweise die Charakteristik einer Innenstadtlinie aufwies, im Außenabschnitt aber eher einer Überlandlinie entsprach. Innerstädtisch wurde nur eine Ringlinie betrieben.

### Rauhensteiner Linie
Die Linie ins Helenental nahm ihren Ausgangspunkt beim Badener Bahnhof, wo sich an der Stützmauer eine zweigleisige Endstelle mit Flugdach befand. Später wurde die Endstelle der Ringlinie vis-a-vis des Aufnahmegebäudes benützt. Die Linie folgte zunächst (zeitweise zweigleisig ausgebaut) dem Kaiser Franz Josef-Ring. Am Josefsplatz befanden sich die zeitweise auch von der Vöslauer Linie mitbenütze Schleifenanlage der Badner Bahn (ab 1907, davor lediglich Ausweiche) und Verbindungsgleise zur Ringlinie. Weiter ging es, zunächst noch zweigleisig, durch die Pergerstraße, beim Franzensbad bog die Linie – ab hier eingleisig – in die Johannesgasse ein. Bei der Einmündung der Gutenbrunner Straße befand sich eine Ausweiche, der die Abzweigung der Vöslauer Linie bei der Kreuzung mit der Pelzgasse folgte. Weiter ging es durch die Helenenstraße und die Rainer Gasse, vorbei am 1926 eröffneten Thermalstrandbad. Nach der Unterquerung des Aquäduktes verließ die Bahn die Helenenstraße beim heutigen Holzrechenplatz und führte ein Stück auf eigener Trasse hinter einer Zeile von Villen vorbei, ungefähr im heutigen Verlauf der B 210. Beim Holzrechenplatz befand sich neben einem damaligen Ast der Schwechat eine weitere Ausweiche. Die Linie führte nun noch ein paar hundert Meter zwischen Helenenstraße und Schwechat auf eigener Trasse und endete nach dem Einbiegen in die heutige Promenadegasse beim Hotel Sacher. Hier befand sich eine Ausweiche mit Stockgleis.

### Ringlinie
Die Ringlinie verließ den Josefsplatz, wo sich ein Gleisdreieck zur Schleife der Badner Bahn befand, und folgte dem Erzherzog Rainer-Ring. Bei der Renngasse befand sich eine Ausweiche. Nun folgte eine enge Kurve in den Kaiser Franz-Ring, es wurden Kurhaus, Kurpark und die Stadtpfarrkirche passiert. Bei der Einbiegung in den Erzherzog Wilhelm-Ring befand sich in der Nähe der Evangelischen Kirche eine weitere Ausweiche. Die Linie folgte nun dieser Straße bis zur Einmündung in den Bahnhofsplatz, wo sich vis-a-vis des Aufnahmegebäudes beim Bahn-Park die Endstelle mit Ausweichgleis und Verbindung zu den anderen Linien befand.

### Vöslauer Linie
Die "Vöslauer Elektrische" hatte ihren Ausgangspunkt die längste Zeit am Josefsplatz, wo über die Verbindungsgleise zur Schleife der Badner Bahn gewendet und die Standzeiten abgewartet wurden. Mitunter diente ein Gleisdreieck mit Gleisrest der Ringlinie zum Wenden, zeitweise wurden ab 1907 die Züge der Vöslauer Linie über die Ringlinie bis zum Bahnhof geführt. Dies diente vor allem dem Zweck, nach Wien fahrende Fahrgäste bereits am Josefsplatz zum Umstieg in die Badner Bahn zu bewegen. Die Triebwagen nach Vöslau warteten am Josefsplatz auf einem der Verbindungsgleise der Schleife. Die eigentliche Strecke der Vöslauer Linie begann erst in der Pelzgasse, wo sich nach dem Abzweig von der Rauhensteiner Linie eine Haltestelle mit Expedit und Stumpfgleis befand. Zeitweise gingen die Züge auch erst von hier ab. Nach der Haltestelle passierte die Linie auf einer eigenen, holzbeplankten Stahlbrücke mit Fußgänger-Steg die Schwechat und bog gleich darauf in die Weilburggasse ein. Beim Marienspital wurde in einer scharfen Kurve in die Schimmergasse eingebogen. Hier stiegen meist die in der Weilburg oder der Eugen-Villa residierenden Mitglieder des Kaiserhauses ein, wenn sie den Hofsalonwagen nach Vöslau benützten. Die Bahn folgte nun auf eigenem Gleiskörper dem Verlauf der Schimmergasse, nach der Kreuzung mit der Habsburger Straße befand sich eine Ausweiche. Hier endete früher die Bebauung, die Strecke folgte nun weiter der heute verlängerten Schimmergasse. Im Bereich der heutigen Fußgängerbrücke über die B 210 befand sich früher ein Einschnitt, der von einer hölzernen Straßenbrücke überspannt wurde. Nun ging es im Verlauf des heutigen Römerweges querfeldein Richtung Sooß, hinter der 1938 errichteten Martinek-Kaserne befand sich auf offener Strecke eine Betriebsausweiche. Der Ort Sooß wurde im Verlauf der heutigen Vöslauer Straße gequert, die auf der ehemaligen Bahntrasse errichtet wurde. In Bad Vöslau befand sich bei der Einmündung der Sooßer Straße in die Badener Straße eine Ausweiche, die Strecke bog nun in die Zieglerstraße ein. Beim Weingut Goldeck der Familie Schlumberger befand sich eine Haltestelle, danach bog die Straßenbahn in die Goldeckstraße ein und folgte dieser in Seitenlage. Nach dem Einbiegen in die Badener Straße befand sich beim noch heute existenten Hotel Stefanie die Endstelle mit Ausweiche und Expedit mit Flugdach und Warteraum.

## Geschichte

### Pferdebahn
Am 14. August 1872 konstituierte sich die Badener Tramway-Gesellschaft, deren konzessionierte Linien ursprünglich in Schmalspur ausgeführt werden sollten. Im Jahr 1873 begann die Badener Tramway-Gesellschaft den Betrieb einer normalspurigen Pferdestraßenbahn.
Die Straßenbahn in Baden hatte seit ihrer Inbetriebnahme mit erheblichen wirtschaftlichen Problemen
zu kämpfen; mehrere Jahre lang verkehrte sie nur während der Kursaison (spätestens 1. Mai
bis 15. Oktober). 1882 wurde das Unternehmen an die Südbahngesellschaft verkauft,
der Betrieb bis 31. Dezember 1884
einem Privatunternehmen, J. E. Löwenfeld’s Witwe & Sohn, übertragen. Für 1883 wurde von der Südbahngesellschaft, als erster Abschnitt der späteren Ringlinie, die Errichtung einer Tramwaystrecke vom Südbahnhof bis zum Stadtpark angekündigt bzw., sogar darüber hinaus, bis zur [oder gar, bis ins Helenental, durch die] Berggasse [heute: Marchetstraße]. Ebenfalls 1882 wurde für das an die bestehende Straßenbahn Baden-Südbahnhof – Rauhenstein anknüpfen wollende (aber nie realisierte) Projekt einer über Sattelbach und Heiligenkreuz nach Kaltenleutgeben führenden Linie vom k. k. Handelsministerium dem Zivilingenieur Franz Mörth die befristete Bewilligung zu technischen Vorarbeiten erteilt (siehe auch: Kaltenleutgebener Bahn). Zwei Jahre später stand der Baubeginn desselben oder eines verwandten Projekts in naher Aussicht, wobei festgestellt wurde, dass die Eisenbahnlinie von Baden durch das romantische Helenenthal über Alland und Klausen-Leopoldsdorf mit dem Anschlusse an die Westbahn bereits 1872 trassiert worden sei.

### Elektrische Straßenbahn
Der Wiener Ingenieur Franz Fischer hatte (nach einjährigen Vorarbeiten) bereits im Dezember 1887 um die Vorkonzession für eine elektrische Straßenbahn angesucht, er erhielt sie erst nach langem hin und er am 29. Juli 1892. Die Bahn sollte wohl eine sinnvolle Ausnützung für das von der Nürnberger Firma Schuckert & Co. errichtete Dampfkraftwerk und das elektrische Beleuchtungsnetz in Baden sein. Bereits zu diesem Zeitpunkt war neben der Elektrifizierung der Linie ins Helenental der Bau der die Linie nach Vöslau geplant. Ing. Fischer schien jedoch nach den zähen Verhandlungen zur Konzession das Interesse an der Badener Straßenbahn verloren zu haben, er verkaufte die Konzession - von der Presse als ein "Schmerzenskind seines Urhebers" bezeichnet -  noch im selben Jahr an Schuckert & Co. und die Bahnbaufirma Leo Arnoldi aus Wien. Diese gründeten gemeinsam mit der Südbahn-Gesellschaft (Mutterfirma der Badener Tramwaygesellschaft) das Unternehmen Electrische Bahnen Baden - Vöslau im Jahr 1893, Ende April desselben Jahres fand die politische Begehung der zu elektrifizierenden Pferdebahn und der Linie nach Vöslau statt. Es war geplant, bei einem positiven Bescheid sofort mit den Arbeiten zu beginnen.
Am 16. Juli 1894 wurde schließlich die ehemalige Pferdebahn Baden – Rauhenstein/Helenental (3,24 km) als erste normalspurige elektrische Straßenbahn in Österreich feierlich eröffnet. Am selben Tag kauften die Electrische Bahnen Baden -Vöslau Strecke und Fahrzeuge der Badener Tramwaygesellschaft, die Betriebsführung verblieb jedoch vorerst bei Arnoldi. Die elektrische Ausrüstung der Strecke und der Fahrzeuge stammte von der den Betrieb innehabenden Firma Schuckert & Co. aus Nürnberg. Im Kraftwerk trieben drei je 50 PS starke Zweizylinder-Verbund-Dampfmaschinen der Ersten Brünner Maschinenfabrik über Transmission je einen Generator an, der 550 Volt bei 80 Ampere lieferte. Die Stromzuführung erfolgte oberirdisch per Stangenstromabnehmer und Trolley-Leitung, welche an Masten mit gusseisernen Auslegern bzw. an Wandrosetten und Querdrähten aufgehängt war und in einer Höhe von 4.500 bis 5.000 mm verlief. Gefahren wurde in einem Fünf-Minuten-Intervall in der Zeit von 5:00 Uhr früh bis 23:00 abends, der Fahrpreis betrug 12 Kreuzer und die Fahrzeit 17 Minuten.

#### Bau der Vöslauer Elektrischen
Auch dieser Linie gingen langwierige Verhandlungen voraus. Die Gemeindevertretung von Weikersdorf (heute ein Teil von Baden) forderte sogar, um die Pferde der zahlreich verkehrenden Equipagen nicht zu irritieren, die Bahn nach Vöslau innerhalb ihres Gemeindegebietes unterirdisch zu führen. Dies konnte aber durch Überzeugungsarbeit seitens der Electrischen Bahnen verhindert werden. Somit hätte Baden um ein Haar die erste U-Bahn des Kontinents erhalten.
Anfang April 1894 erfolgte der Spatenstich für die Vöslauer Linie im Einschnitt beim Schafflerhof, hinter der heutigen Martinek-Kaserne gelegen. Größere Kunstbauten mussten abgesehen von der eisernen Brücke über die Schwechat nicht errichtet werden. Am 22. Mai 1895 wurde die 4,88 km lange Linie Baden – Vöslau dem Betrieb übergeben.

#### Ausbaupläne
Mitte 1897 bestand das Vorhaben, die in Vöslau am Bad endende Straßenbahnlinie bis zur Südbahnstation „Vöslau“ zu erweitern und eine im Bereich der Straßenbahnhaltestelle „Goldeck“ abzweigende (siehe Streckenplan in der Galerie), über die Waldandacht auf das Eiserne Thor führende Trasse zu bauen. Die für Vorarbeiten erteilte Bewilligung stipulierte eine schmalspurige Kleinbahn, was bei Projektverwirklichung gegenüber der normalspurigen Straßenbahnlinie ein Umsteigen bedungen hätte.
Am 5. Oktober 1898 fand für das (unrealisiert gebliebene) generelle Project der Actien-Gesellschaft der Wiener Lokalbahnen, von der Straßenbahn-Endstelle Rauhenstein eine normalspurige Lokalbahn mit elektrischem Betriebe durch das Helenental bis nach Alland zu führen, die Trassen-Revision sowie Stations-Kommission statt. Am 21. Juli 1899 befasste sich der Gmeindeausschuß von Weikersdorf aus Anlass der für den 25. selben Monats in Aussicht genommenen Trassenrevision mit dem von der Wiener Lokalbahngesellschaft betriebenen Projekt einer schmalspurigen Bahnstrecke mit Dampfbetrieb für Frachtenverkehr Baden-Alland. Dieses Vorhaben, welches in Konkurrenz zu einem Projekt Pollack stand, sah eine den Straßenverkehr auf der Weilburgstraße einschränkende Streckenführung vor und wäre nur dann zu unterstützen gewesen, wenn es u. a. die Anlage eines Hochbaus (von mindestens vier Metern) vorgesehen hätte oder die Strecke über das Weichseltal geplant gewesen wäre.
Im Herbst 1908 wurde nach Heiligenkreuz–Alland–Klausen-Leopoldsdorf Automobilverkehr eingeführt, der jedoch 1911 wegen des schlechten Straßenzustandes sowie des damit verbundenen Betriebsdezits (intensive Abnützung der Gummibereifung und Maschinenbestandteile) bis auf Weiteres eingestellt.
Als 1911 ein neues Projekt einer elektrischen normalspurigen Bahn durch das Helenental nach Alland–Klausen-Leopolsdsdorf und wahrscheinlich später dann zur Westbahn hinüber mit einer Abzweigung nach Sattelbach und Heiligenkreuz auftauchte, traf der Gemeindeausschuß Weikersdorf eine Entscheidung, die für die bis dahin vorherrschende fast bedingungslose Euphorie des Bahnbaus ein Ende absehen ließ: In der Erwartung kommender Frachttransporte und der damit verbundenen Belastung für Stadt und Tourismus sollte die bestehende Trasse nach rechts der Schwechat verlegt werden und die Erweiterung – zur Schonung des vorderen Helenentals – über das unbesiedelte, bewaldete Weichseltal zur Cholerakapelle zurück ins Tal geführt werden.

#### Betrieb und Ausbau bis zum Ersten Weltkrieg
In den Anfangsjahren wurde der Betrieb (analog zur Pferdebahn) ebenfalls nur in der schönen Jahreszeit geführt, im Jahr 1895 fuhr die Straßenbahn an 233 Tagen, im Folgejahr waren es wetterbedingt nur 216 Betriebstage. Später wurde der ganzjährige Betrieb eingeführt. Bis zum 31. Dezember 1896 führte die Eisenbahnbau- und Betriebs-Unternehmung Leo Arnoldi den Betrieb.
Am 30. März 1897 verkaufte Schuckert & Co. das Straßenbahnunternehmen an die Aktiengesellschaft der Wiener Lokalbahnen (WLB), die rückwirkend mit 1. Jänner des Jahres den Betrieb der Badener Straßenbahn übernahmen. Diese übernahmen auch die von Wien nach Guntramsdorf führende Dampftramwaystrecke der Neuen Wiener Tramwaygesellschaft und planten die Errichtung einer durchgehenden, elektrisch betriebenen Lokalbahn Wien–Baden.
Der Lückenschluss konnte mit der Eröffnung der von Anfang an elektrisch betriebenen und bereits zweigleisig gebauten Linie Baden Leesdorf (Remise) - Guntramsdorf am 11. Mai 1899 vollendet werden. Hier musste vorerst noch in die Dampftramwayzüge nach Wien umgestiegen werden. Die Züge der neuen Linie fuhren ab dem Badener Bahnhof.

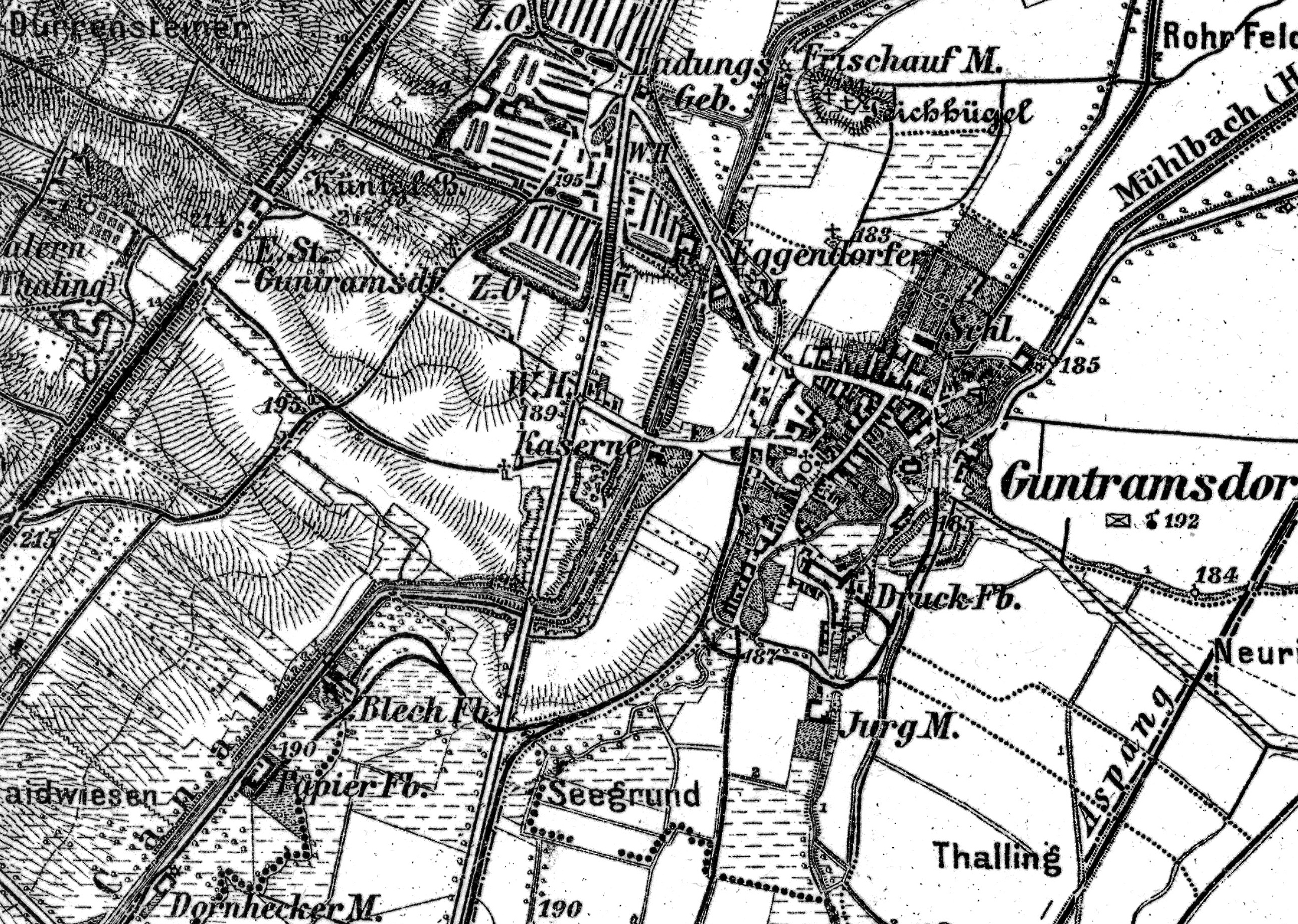
Strecke und Anschlussbahnen in Guntramsdorf um 1900

Das schon um 1894 diskutierte, jedoch wegen der ablehnenden Haltung des lokalen Gemeinderats vorerst aufgegebene Projekt einer Ringbahn, wurde schlussendlich realisiert und die innerstädtische Ringlinie am 30. August 1899 eröffnet. Bis 1909 wurde diese Linie in einem Vier-Minuten-Intervall betrieben.
Am 28. Jänner 1900 konnte als letzte Ausbaustufe des Straßenbahnnetzes die Zweiglinie zum Bahnhof Traiskirchen an der Aspangbahn eröffnet werden. Im selben Jahr wurde für den Lokalbahnbetrieb nach Guntramsdorf ein vierachsiger Triebwagen (Nr. 200) bei der Grazer Waggonfabrik angeschafft, der als Versuchsträger für einen durchgehenden Betrieb nach Wien dienen sollte. Er bewährte sich jedoch nicht und wurde nach mehreren Umbauten 1906 abgestellt, ab 1908 erfolgte der Umbau in den Hofsalonwagen. Im Jahr 1905 wurden auf dem Badener Straßenbahnnetz insgesamt 359.056 Zugskilometer geleistet.
Nach der Indienststellung des Hofsalonwagens im Jahr 1911 wurde dieser bevorzugt von Mitgliedern des Kaiserhauses (v. a. Erzherzog Friedrich und Erzherzog Eugen) zur Fahrt nach Vöslau ins Bad genützt. Für die Benützung der Badener Straßenbahn war dieses noch heute existierende Fahrzeug mit zwei Stangenstromabnehmern ausgerüstet. Die Erzherzöge fuhren meist mit eigener Equipage in die Badener Schimmergasse und benützten ab dort den Salonwagen bis Vöslau.
Offensichtlich schien sich der Betrieb, speziell auf der Vöslauer Linie, nicht den Erwartungen gemäß zu entwickeln. Bereits im September 1912 dachte die Direktion der WLB über eine Betriebseinstellung mit 1. Oktober infolge der sehr geringen Frequenz und der hohen Kosten nach. Die Bahn blieb jedoch weiterhin im Betrieb. Im Oktober desselben Jahres warf in der Nähe von Sooß ein mit seiner Herde an den Gleisen grasender Ochse einen Oberleitungsmast der Straßenbahn nach Vöslau um. Durch den Stromschlag der heruntergefallenen Oberleitung wurden auf der Stelle neun Tiere getötet. Die Presse kritisierte, dass der Mast wohl schon morsch gewesen sei.

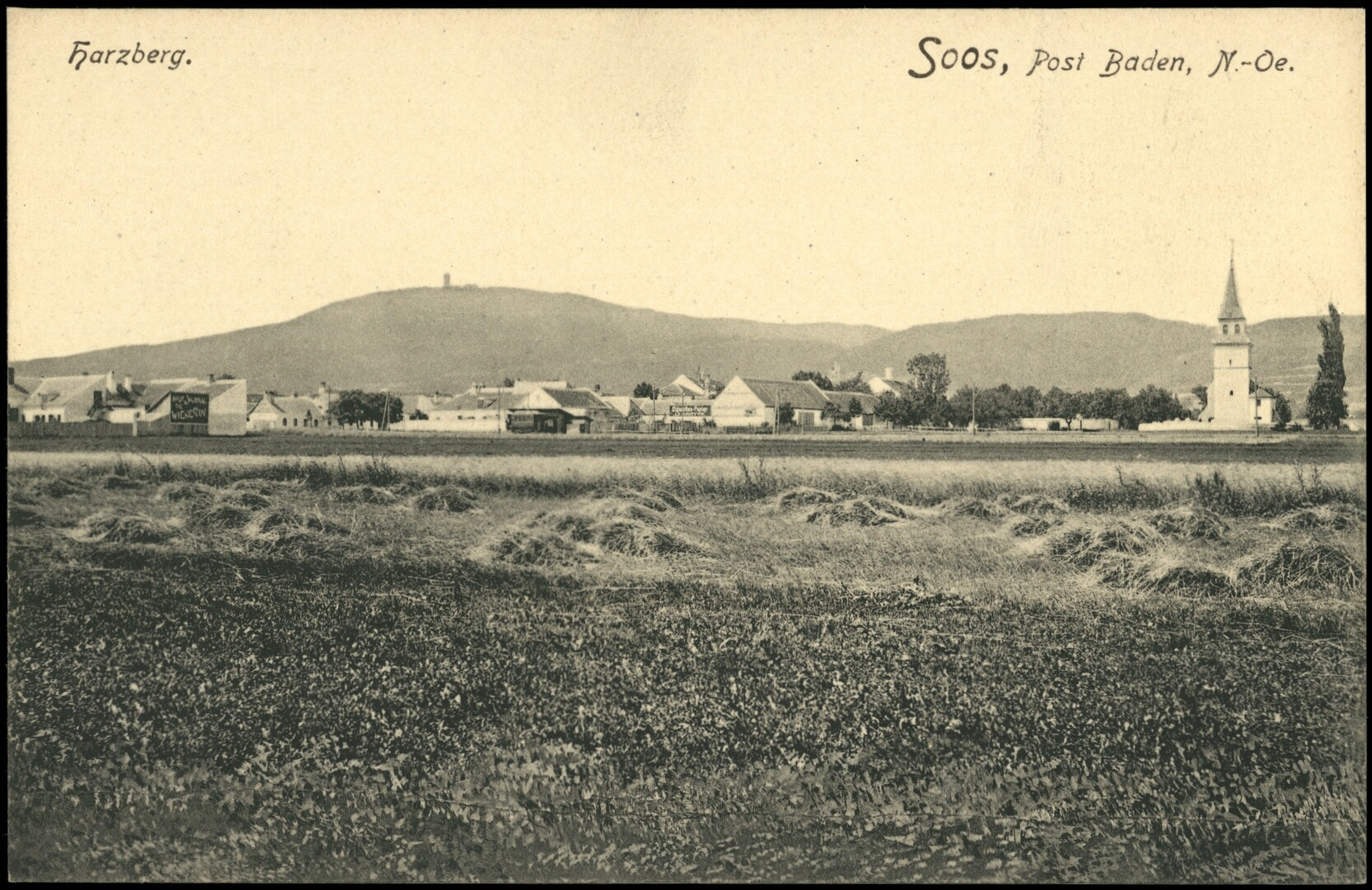
Ein Triebwagen der Vöslauer Elektrischen in der Haltestelle Soos (1909)

#### Erster Weltkrieg und schleichender Niedergang
Der Erste Weltkrieg bedeutete für die Badener Straßenbahn, wie auch für viele andere Betriebe in Österreich-Ungarn, Höchstleistungen bei extremer Personalknappheit und mangelnder Instandhaltung. Infolge der zunehmend zum Kriegsdienst eingezogenen Fahrer kamen ab 1915 auch Motorführerinnen zum Einsatz. Seit 1913 wurden jährlich über eine Million Fahrgäste mit der Badener Straßenbahn befördert, 1918 erreichten die Beförderungsleistungen mit 1.690.662 Passagieren ihren absoluten Höhepunkt. Der 1916 auf den Thron gekommene Kaiser Karl I. verlegte das Armeeoberkommando nach Baden und benützte zur Fahrt dorthin öfters den Hofsalonwagen der WLB. Extra für den Monarchen wurde abzweigend von der Ringlinie (hinter der Stadtpfarrkirche) ein eigenes Hofzugsgleis angelegt, über welches der Kaiser direkt zur Villa Löwenstein fahren konnte, in welcher er Audienzen gab. Ab Jänner 1919 musste aufgrund von Kohlenmangel der Betrieb der Straßenbahn eingestellt werden. Erst im April 1919 konnte wieder in vollem Umfang gefahren werden, allerdings blieb die ohnehin schwach benützte Ringlinie vorläufig eingestellt. Vom 15. Oktober 1921 bis zum 1. März 1922 war der Betrieb der Straßenbahn wegen eines Defekts des Einanker-Umformers im Kraftwerk Baden neuerlich eingestellt. Der Ortsverkehr in Baden (mit Ausnahme der Vöslauer Linie) wurde im folgenden Winter (1.12. 1922 - 15. 5. 1923) wiederum eingestellt und seit 8. Februar 1922 die Linie nach Traiskirchen Aspangbahn aufgrund der tristen Situation und mangels geeigneter Fahrzeuge nicht mehr bedient. Ebenfalls 1922 wurden die Badener Straßenbahnlinien weitestgehend auf Einmannbetrieb (ausgenommen die Vöslauer Linie) umgestellt. Ab 1924 lag die Abfahrtsstelle der Vöslauer Linie auf dem Josefplatz beim Café Ebruster (davor siehe Bild in der Galerie), wo bei Beiwagenbetrieb über ein Gleisdreieck zwischen der Schleife der Lokalbahn und einem Gleisrest der Ringlinie gewendet wurde.
Während einer mehrmonatigen Betriebseinstellung vom 2. Jänner bis zum 1. April 1925 wurde das Oberleitungssystem der Badener Straßenbahn vom Trolley- auf das bei der Lokalbahn und in Wien verwendete Schleifbügelsystem umgebaut. Dementsprechend musste die Aufhängung der Oberleitung geändert werden und alle Triebwagen erhielten einen Lyrabügel. Für den Spätsommer dieses Jahres ist ein 12-Minuten-Takt auf der Rauhensteiner Linie belegt. Am 15. Mai 1926 nahm die seit 1918 eingestellte Ringlinie auf behördliches Verlangen (Konzessionsbedingt) und nach Umbau des Oberleitungssystems den Betrieb wieder auf. Sie wurde nun im sparsamen Einmannbetrieb bedient. Allerdings wurde dieses "Sorgenkind" wegen des zu geringen Fahrgastaufkommens schon am 22. Juli 1928 endgültig stillgelegt und durch eine Autobuslinie ersetzt. Bemängelt wurden anlässlich der Einstellung vor allem die zu großen Intervalle, das veraltete und laut "polternde" Wagenmaterial, die umständlich hohen und "hutschenden" (= schaukelnden) Plattformen der kleinen Triebwagen sowie die langen Wartezeiten in den Ausweichen. Diesen ließen laut der Kritik sogar Zeit zum Zigarettenkauf. Man trauerte der eingestellten Ringlinie in der Badener Zeitung daher "keine Träne" nach. Die Konzession erlosch 1933 endgültig, die Gleise blieben aber teilweise noch längere Zeit liegen. Erfolgreiche Probefahrten mit den neuen "Kaffeehaus"-Triebwagen Reihe 220 über die noch vorhandenen Gleise der Ringlinie direkt bis zum neu eröffneten Casino im Kurhaus wurden 1934 nach Anrainerbeschwerden jedoch abgebrochen.
Ab 1. Juli 1927 wurde auf der Rauhensteiner Linie der Nachtbetrieb eingeführt, die letzte Straßenbahn fuhr um 0:25 Uhr aus dem Helenental Richtung Josefsplatz ab. Die Fahrt kostete 40 Groschen. Ebenfalls 1927 wurde der Betrieb nach Traiskirchen Aspangbahn auf Betreiben der Eisenbahn Wien-Aspang wieder aufgenommen. In Ermangelung einer anderen Wagentype fuhren auf dieser Linie – trotz der sehr geringen Frequenz von durchschnittlich nur 24 Fahrgästen am Tag (bzw. 4 pro Zug) – die mit zwei Mann besetzten Triebwagen Reihe 200 mit 42 Sitzplätzen.
Nach Jahren der schleichenden Vernachlässigung wurde die Straßenbahn nach Rauhenstein ab 15. September 1931 wochentags eingestellt und durch Autobusse ersetzt. Am 15. Dezember 1931 folgte die Zweiglinie nach Traiskirchen Aspangbahn. Auch die Straßenbahn Baden–Bad Vöslau wurde am 30. September 1931 vorübergehend durch Autobusse ersetzt, allerdings wegen heftigen Widerstands der Fahrgäste und Protesten der Sooßer Ortsvertreter am 20. Dezember 1931 wieder in Betrieb genommen.
Die Fahrgastzahlen sanken in dieser wirtschaftlich schweren Zeit dramatisch, während 1936 noch 642.400 Fahrgäste befördert wurden, waren es 1937 nur noch 305.724 Personen. Am 6. September 1936 wurde daher der verbliebene sonntägliche Straßenbahnbetrieb auf der Linie nach Rauhenstein endgültig stillgelegt. Die Strecke nach Traiskirchen behielt als Anschlussbahn immerhin den Güterverkehr.

Der Triebwagen 79 auf dem Josefsplatz vor dem Frauenhof. Gebaut 1897 in Hamburg, ex Wien-Kagraner-Bahn

#### Zweiter Weltkrieg und Ende der Straßenbahn
Im Zweiten Weltkrieg musste der Betrieb kurzzeitig Höchstleistungen vollbringen, wofür 1942 von den Wiener Verkehrsbetrieben acht gut erhaltene Triebwagen der Type D1 und vier Beiwagen der Typen s und s1 gebraucht erworben wurden. Im Vorjahr hatte man bereits alle originalen Fahrzeuge bis auf die modernisierten Triebwagen Nr. 97 und 98 sowie den Beiwagen 108 (ehemals Triebwagen) aus dem Verkehr gezogen. Im Jahr 1943 erreichten die Fahrgastzahlen mit 1.096.400 Fahrgästen einen neuen Höchststand. Zu Kriegsende musste der Verkehr von Straßenbahn und Badner Bahn durch zahlreiche Schäden an der Stromversorgung eingestellt werden. Erst am 12. September 1945 wurde der Verkehr auf der Vöslauer Elektrischen werktags wieder aufgenommen, ab 9. Juli 1946 auch an Sonn- und Feiertagen. Die Linie nach Vöslau führte in der Schimmergasse direkt an der Nicoladoni-Villa vorbei, in welcher die Sowjetische Besatzungsmacht ein berüchtigtes Gefängnis einrichtete. Nach Kriegsende ging es mit dem heruntergewirtschafteten Straßenbahnbetrieb sehr schnell bergab, es wäre eine vollständige Erneuerung des vernachlässigten Oberbaus, der maroden Fahrleitung und der altersschwachen Fahrzeuge notwendig gewesen. Hierfür fehlte jedoch sowohl der Wille als auch das Geld, noch dazu führten die WLB seit 31. Juli 1950 eine parallel führende Autobuslinie.
Als letzte eigenständige Strecke der Badener Straßenbahn wurde die Linie nach Bad Vöslau daher am 14. Februar 1951 stillgelegt (Kundmachung des Bundesministeriums für Verkehr und verstaatlichte Betriebe vom 16. April 1951, betreffend das Erlöschen der Konzession für die Lokalbahn von Baden nach Vöslau). Die Einstellung ermöglichte es, die Fahrdrahtspannung bis Baden Josefsplatz auf 850 V zu erhöhen.
Als eigenständiger Straßenbahnbetrieb besteht das System heute nicht mehr. Die Linie nach Guntramsdorf ist heute ein Bestandteil der Lokalbahn Wien–Baden (Wiener Lokalbahn, auch WLB). Die Strecke nach Traiskirchen ist heute nicht mehr elektrifiziert, wird aber von der WLB noch als Gleisverbindung zwischen WLB und dem ÖBB-Netz am Bahnhof Traiskirchen-Aspangbahn verwendet. Bis etwa 2015 wurde diese Strecke auch noch als Güteranschlussbahn für das Gewerbegebiet am ehemaligen Semperit-Standort Traiskirchen weiter verwendet. Im Jahr 2020 waren alle Gleisanschlüsse zu dort gelegenen Unternehmen stillgelegt oder bereits abgebaut. Die ehemalige Überland-Trasse der Vöslauer Linie existiert zu weiten Teilen noch als Radweg bzw. Straße.

## Fahrzeuge

### Pferdebahnwagen
| Pferdebahnwagen | Pferdebahnwagen | Pferdebahnwagen | Pferdebahnwagen | Pferdebahnwagen |
| Nr.             | Hersteller      | Baujahre        | Verbleib        | Bemerkung       |
| --------------- | --------------- | --------------- | --------------- | --------------- |
| 1–5             | Hernals         | 1873            | → 14–18         |                 |
| 6–12            | Hernals         | 1873            | → 13, 7–12      | Sommerwagen     |
| 13–18           | Graz            | 1885            | → 1–6           |                 |

### Elektrische Triebwagen
Die Badener Straßenbahn nahm 1894 den elektrischen Betrieb mit zehn zweiachsigen Triebwagen (Nr. 101 bis 110) und zwei offenen Sommerwagen (Nr. 111 und 112) mit elektrischer Ausrüstung von Schuckert & Co. auf. Die Triebwagen der ersten Serie waren 5.800 mm lang, 2.100 mm breit und besaßen einen Achsstand von 1.600 mm. Plattformen und Innenraum boten 18 Sitzplätze in Einteilung 2+1. Als Besonderheit besaßen diese im mechanischen Teil von der Grazer Waggonfabrik gebauten Triebwagen zwei Motore Type AB 11 mit nur je 8 PS und lediglich einfache Stufenschalter nach Sprague (ohne Widerstände, mit fünf Geschwindigkeitsstufen) anstatt Fahrschaltern. Die Fahrer brauchten angeblich besonderes Feingefühl, um bei gleichzeitigen Einschalten des Stroms und Lösen der Handbremse ruckfrei anfahren zu können.
Die beiden in ihren Dimensionen leicht größeren und von MAN in Nürnberg gelieferten offenen Sommerwagen Nr. 111 und 112 besaßen sogar nur je zwei Motore zu 6 PS Leistung, dafür aber bereits Fahrschalter und eine elektrische Bremse. Sie boten 20 Personen einen Sitzplatz und wurden 1908/09 in Beiwagen umgebaut.
Für den Betrieb auf der Linie nach Guntramsdorf wurden 1899 bei der Grazer Waggonfabrik fünf weitere Triebwagen (Nr. 95–99) und drei gleichartige Beiwagen (Nr. 15–17) angeschafft. Diese 8.060 kg schweren Wagen waren 7.200 mm lang, 2.100 mm breit und besaßen einen Achsstand von 1.800 mm. Sie boten 24 Sitzplätze und waren von Anfang an mit einem Lyrabügel ausgestattet. Triebwagen 95 wurde 1906 für den Betrieb auf der Linie nach Traiskirchen-Aspangbahn umgebaut, er erhielt dabei eine technische Ausrüstung für Gleich- und Wechselstrom und wurde eigens mit einem hellen Anstrich versehen. 1911 erhielt er einen neuen Wagenkasten mit geschlossenen Plattformen, der den Wagen der Reihe 200 stark ähnelte. Bereits 1908 waren aufgrund des gestiegenen Bedarfes die drei Beiwagen in Triebwagen mit den Nr. 92–94 umgebaut worden.

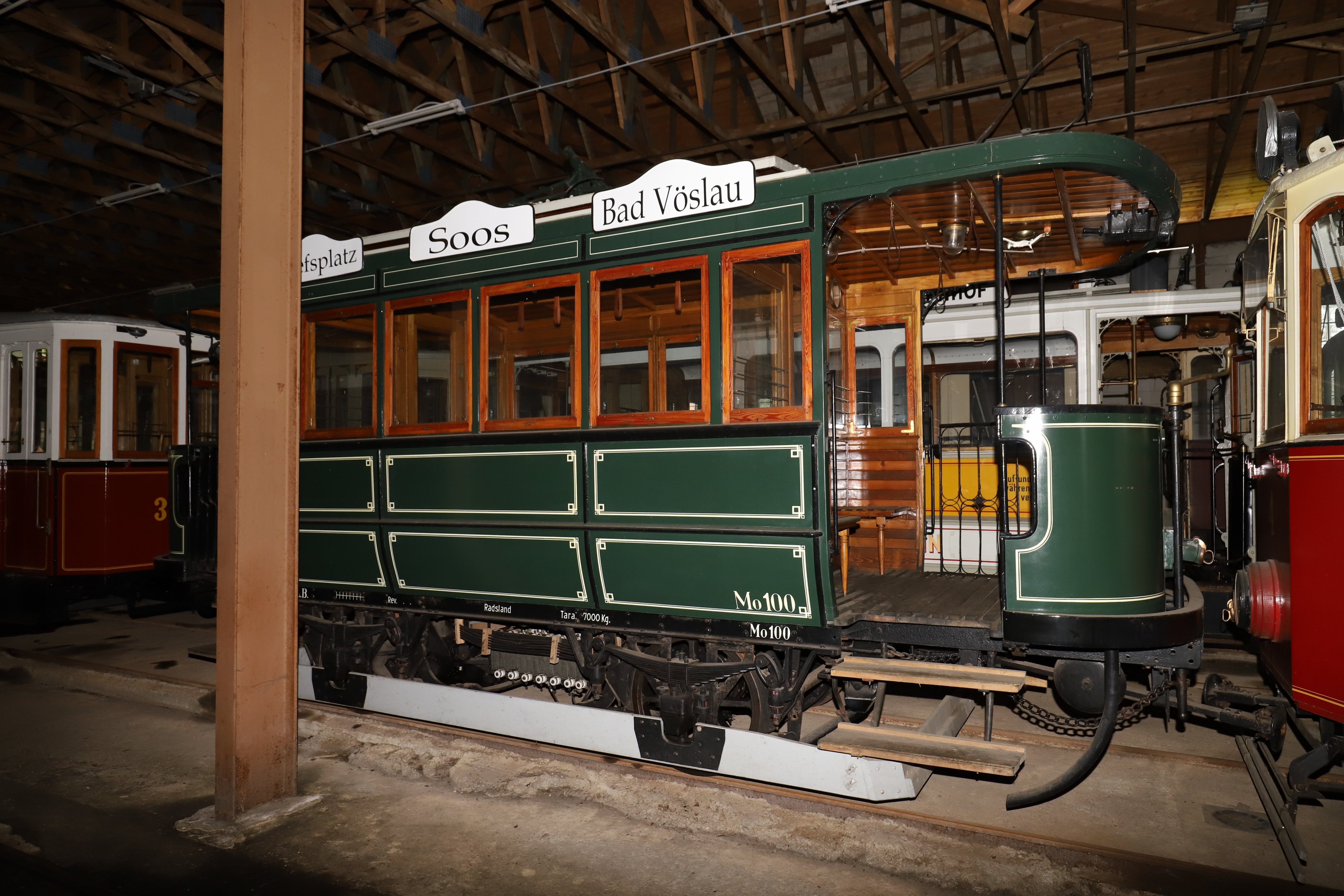
Triebwagen 100 im rekonstruierten Zustand

1901 wurde als Einzelstück der heute noch existierende Triebwagen Nr. 100 von Graz geliefert. Dieser war 6.600 mm lang, 2.100 mm breit und besaß einen Achsstand von 2.400 mm. Die Achslagerführungen und Federn waren erstmals direkt am Langträger montiert. Das Eigengewicht betrug 7.020 kg, er bot wiederum nur 18 Personen Sitzplätze. Er war bis 1918 im Personenverkehr eingesetzt und diente danach Jahrzehnte lang als Arbeitstriebwagen, 1968 wurde das bereits abgestellte Fahrzeug an den späteren Gründer der Museumstramway Mariazell Alfred Fleissner verkauft. Die in mehreren Etappen stattfindende Restaurierung konnte 2008 abgeschlossen werden.
Der 1902 von Graz gelieferte vierachsige Triebwagen Nr. 200 erwies sich dagegen als Fehlkonstruktion. Das 10.770 mm lange, 2.200 mm breite und mit zwei Drehgestellen zu je 1.600 mm Achsstand ausgestattete Fahrzeug besaß ursprünglich zwei Motore der Type AB 67. Der Innenraum dieses als Probewagen für einen durchgehenden Betrieb nach Wien gedachten Triebwagens besaß sogar eine Zweite-Klasse-Abteil mit 12 gepolsterten Sitzen und bot insgesamt 30 Sitzplätze. Aufgrund schlechter Bremswerte, ungenügender Durchlüftung und seiner Schwerfälligkeit aufgrund des hohen Eigengewichts (17 Tonnen) wurde dieses Fahrzeug bald abgestellt und ab 1908 in den Hofsalonwagen umgebaut.

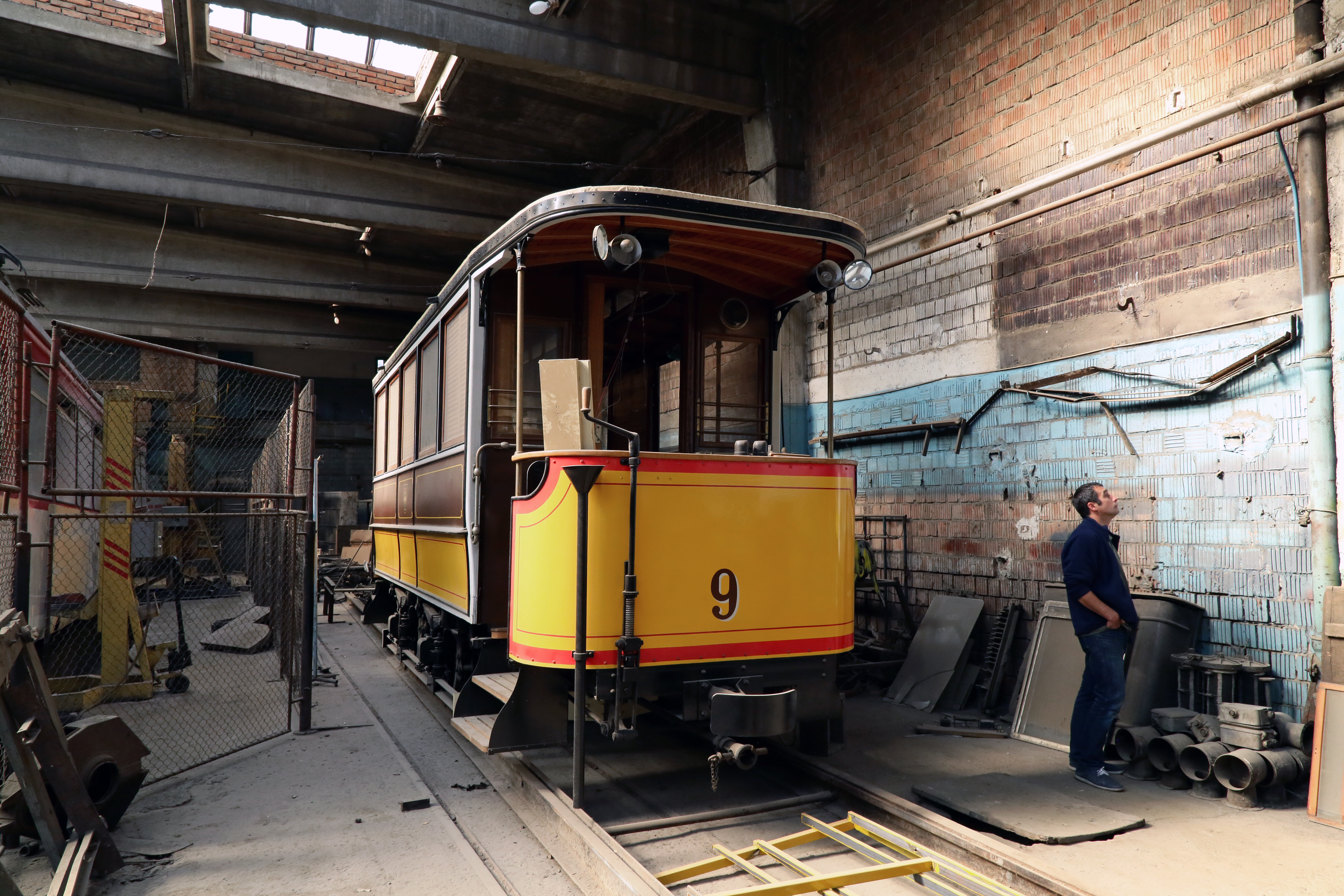
WKB-Triebwagen 9, später TW 84 bzw. Verschublok 01 "Bockerl"

In den Jahren 1911 und 1912 übernahmen die WLB die Triebwagen Nr. 76 bis 85 von der Wiener Straßenbahn. Diese Fahrzeuge wurden 1897 und 1898 von den Fahrzeugwerkstätten Falkenried (Hamburg) und der Grazer Waggonfabrik ursprünglich für die Wien-Kagraner Bahn gebaut. Die über 20 Sitzplätze auf Längsbänken verfügenden Wagen waren 8.500 kg schwer, 7.600 mm lang und 2.000 mm breit. Die Seitenwände besaßen jeweils drei bzw. sieben unterschiedlich große (Nr. 76–81) oder fünf gleich große Fenster (Nr. 82–85). Der Achsstand des Plattenrahmenfahrgestells betrug 1.700 mm, die Plattformen waren 1.200 mm lang. Im Gegensatz zu den anderen Triebwagen verfügten sie über keine Plattformsitze. Sie kamen teilweise auch als Verstärker im Abschnitt Wien Oper – Wolfganggasse zum Einsatz.

#### Umbauten und letzte Erweiterungen des Fuhrparks
Alle Fahrzeuge erhielten in den Jahren nach 1904 stärkere Motore, verbesserte Fahrschalter, elektrische Bremsen und elektrische Beleuchtung. 1924 wurden von den Wiener Straßenbahnen insgesamt 24 gebrauchte Motore der Type AB 82 erworben und die noch vorhandenen Triebwagen mit anderen Motortypen damit ausgerüstet. Die Triebwagen 96 und 98 erhielten 1926/28 neue Wagenkästen, die sich im Aussehen zum Teil an den Wagen der Badner Bahn und der Wiener Type K orientierten. Ebenso Triebwagen 97, der aus Teilen der ausgemusterten Wagen Nr. 92 und 94 entstand. Die Triebwagen der Ursprungsserie (101–110) wurden ab 1926 in Beiwagen umgebaut, Triebwagen 84 im Jahr 1926 zur Verschublok EL 10-01 (später 1001 bzw. 01). Eine technische Spezialität der Badener Straßenbahnen war, dass die eigentlich umlegbaren Lyrabügel auf den drehbaren Auslegern der Stangenstromabnehmer montiert waren und daher bei einem Richtungswechsel nicht umgelegt, sondern vom Wagenführer gedreht wurden. Dies findet man heute noch beim erhaltenen Triebwagen 100.
1942 konnten von den Wiener Stadtwerken acht gut erhaltene Triebwagen der Type D1 erworben werden, welche fortan die Hauptlast des Betriebes trugen. Diese erhielten die Betriebsnummern 76 – 79 und 96 – 98 in Zweitbesetzung. Die Wagen 78, 79 und 97 erhielten nach dem Krieg eine leichte Modernisierung in Form eines Scherenstromabnehmers und Verlegung der Widerstände vom Laternendach auf die Plattformdächer.
Das Farbschema der Fahrzeuge war ursprünglich grün mit weißen und hellgrünen Zierlinien, später waren die Wagen grün-créme lackiert mit gelben und roten Zierlinien und schließlich ab 1927 ähnlich der Wiener Straßenbahn in créme-rot gehalten.

### Triebwagen
| Elektrische Triebwagen | Elektrische Triebwagen | Elektrische Triebwagen   | Elektrische Triebwagen                                                                | Elektrische Triebwagen                  |
| Nr.                    | Hersteller             | Baujahre bzw. Umbaujahre | Verbleib                                                                              | Bemerkung                               |
| ---------------------- | ---------------------- | ------------------------ | ------------------------------------------------------------------------------------- | --------------------------------------- |
| 101–110                | Graz                   | 1894                     | verschrottet                                                                          |                                         |
| 111–112                | MAN                    | 1894                     | verschrottet                                                                          | offene Sommerwagen                      |
| 95–99                  | Graz                   | 1899                     | verschrottet                                                                          |                                         |
| 100                    | Graz                   | 1901                     | restauriert bei der Museumstramway Mariazell                                          |                                         |
| 92–94                  | Graz                   | 1899/1908                | verschrottet                                                                          | ex Beiwagen                             |
| 76–85                  | Falkenried/Graz        | 1897–1912                | Triebwagen 84 (ex Verschublok) rekonstruiert als WKB bei der Museumstramway Mariazell | ex Wien (Wien-Kagraner Bahn) ex Hamburg |
| 97"                    | WLB                    | 1927                     | verschrottet                                                                          |                                         |
| 76"–79", 95"–98"       | Simmering              | 1942                     | Wagen 314 später WLB Arbeitswagen, heute Verkehrsmuseum Remise                        | ex Wien D1                              |

### Beiwagen
Für den elektrischen Betrieb wurden die ehemaligen Pferdebahnwagen Nr. 1–6 (ehemals Einspänner), 7–13 (ehemals zweispännige Sommerwagen) und 14–18 (ehemals Zweispänner) hergerichtet. Letztere wurden jedoch schon 1895 abgestellt und nicht mehr verwendet. Aufgrund des gestiegenen Verkehrs wurden 1908 die Beiwagen 15–17 in Triebwagen umgebaut.
| Beiwagen | Beiwagen   | Beiwagen                 | Beiwagen | Beiwagen      |
| Nr.      | Hersteller | Baujahre bzw. Umbaujahre | Verbleib | Bemerkung     |
| -------- | ---------- | ------------------------ | -------- | ------------- |
| 1–18     |            |                          |          | ex Pferdebahn |
| 15"–17"  | Graz       | 1899                     |          |               |
| 14"–15"' |            | 1908                     |          | ex Triebwagen |
| 18"–23   |            | 1905                     |          | ex Wien       |
| 101–110  |            | 1926–1931                |          | ex Triebwagen |
| 1"       |            | 1926                     |          | ex WLB        |
| 5"–8"    |            | 1942                     |          | ex Wien       |

## Relikte und Erinnerungskultur
Die Museumstramway Mariazell–Erlaufsee besitzt den restaurierten Originaltriebwagen 100 der Badener Straßenbahn. Ebenso wurde dort auf dem Fahrgestell der WLB-Verschublok 1001 ("Bockerl") der ehemalige Triebwagen 9 der Wien-Kagraner Bahn rekonstruiert, welcher ab 1912 in Baden als Tw 84 verkehrte.
Der im Verkehrsmuseum Remise erhaltene Triebwagen D1 314 zählte ab 1942 zum Badener Bestand und blieb lange als Arbeitsfahrzeug der WLB erhalten.
Weiters befinden sich an historischen Bauten in Baden noch einige Oberleitungsrosetten.

## Bildergalerie

Pferdestraßenbahn Linie Rauhenstein, zeitgenössischer Stich (um 1880).[54]
Kreuzung von zwei Zügen der Pferdestraßenbahn auf der Linie nach Rauhenstein in der später verlegten Ausweiche beim Aquädukt.
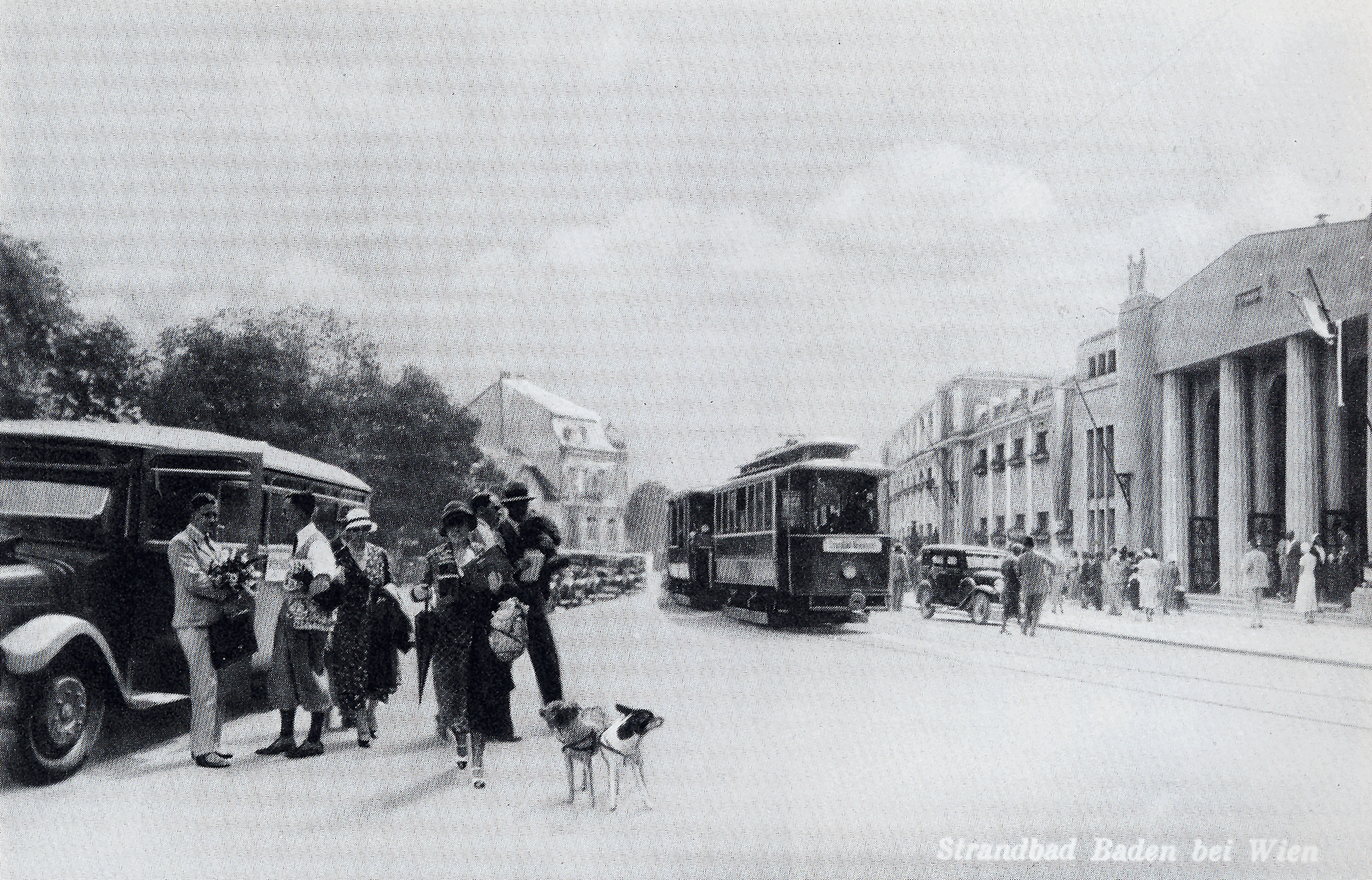
Die Linie nach Rauhenstein beim Thermalstrandbad. Im Bild Triebwagen 78 (gebaut 1897) um 1929.
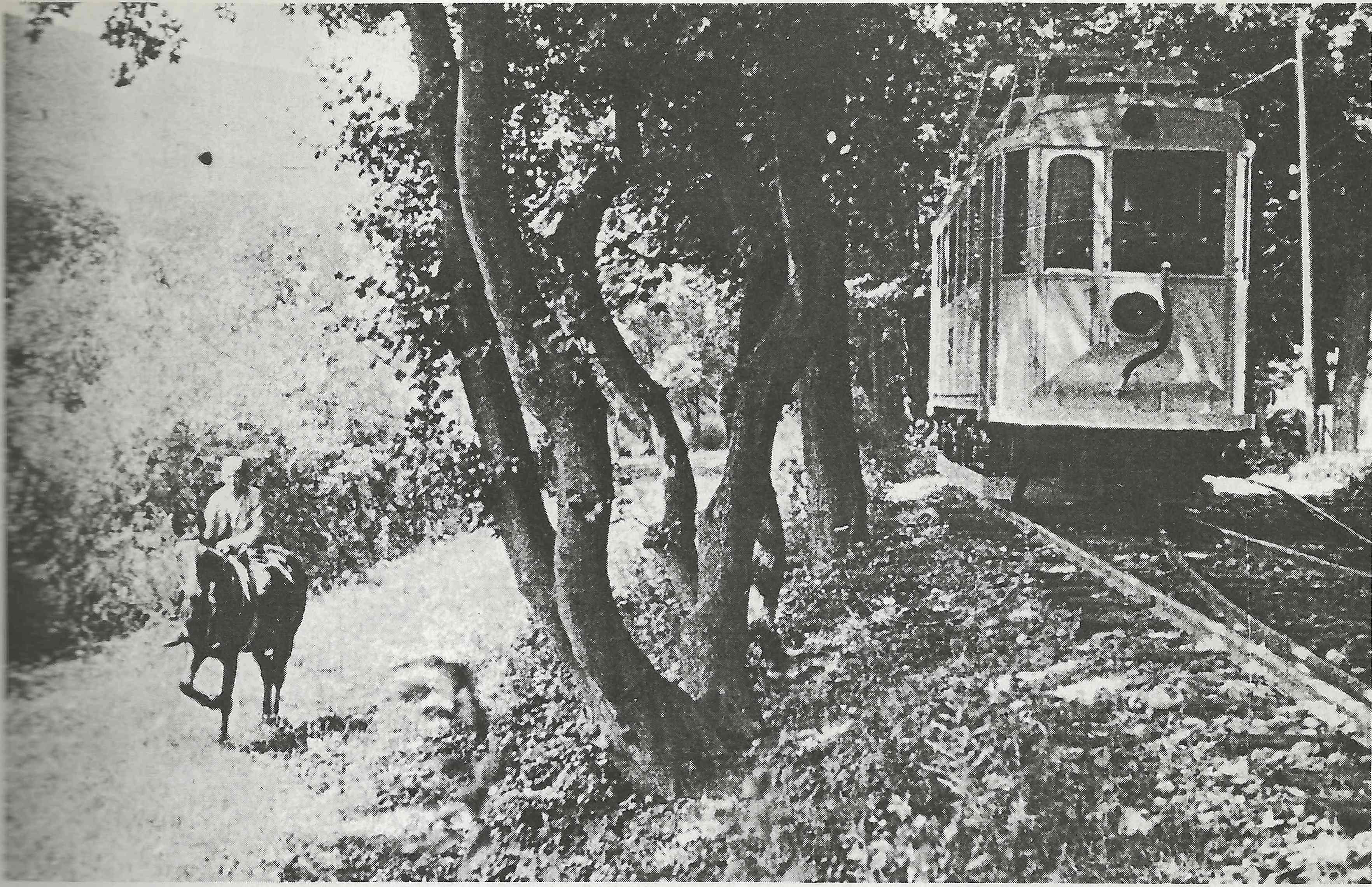
Der Hofsalonwagen in der Ausweiche beim heutigen Holzrechenplatz auf der Rauhensteiner Linie (1925).
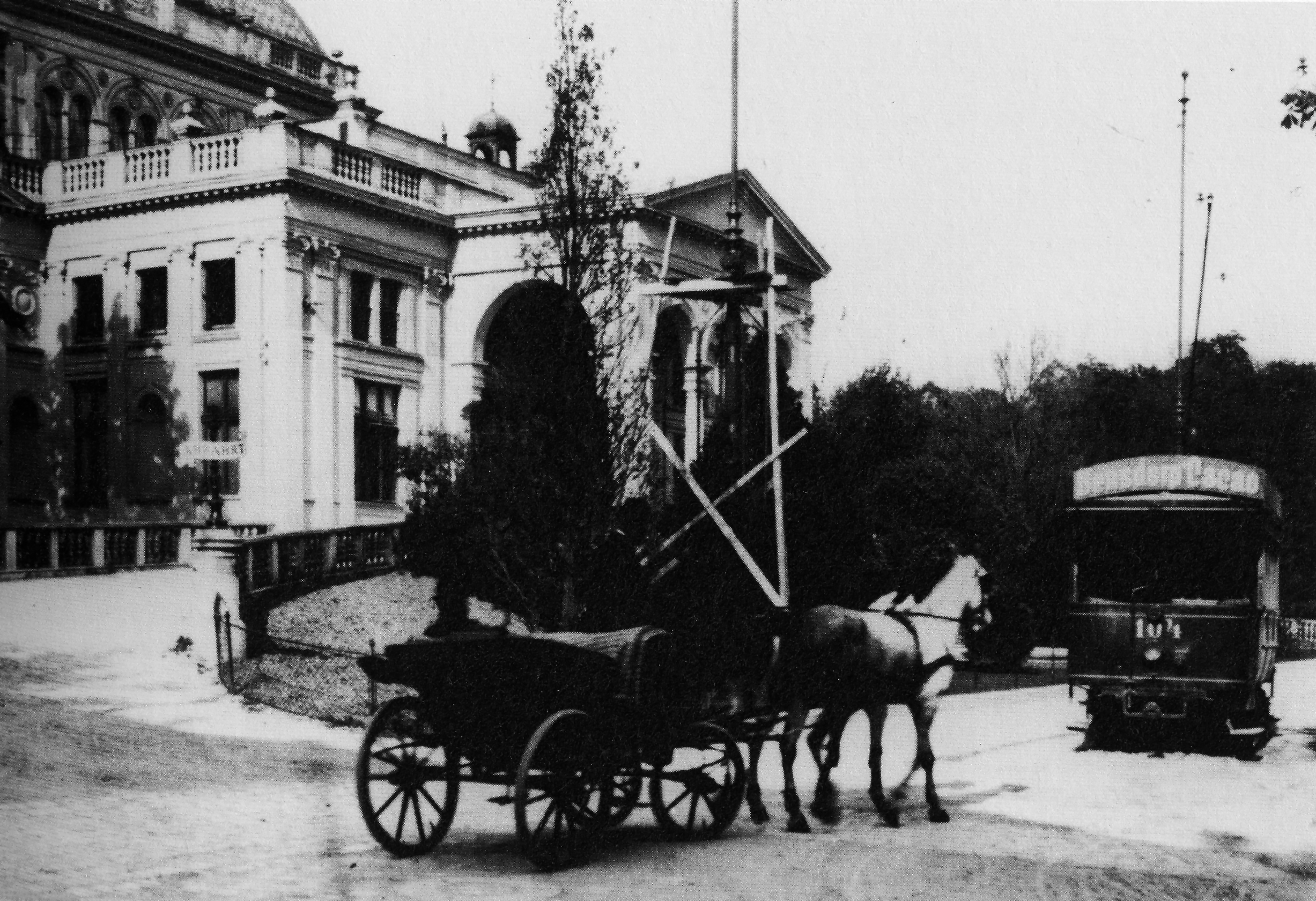
Triebwagen Nr. 104 vor dem 1886 fertiggestellten Kurhaus. (Aufnahmeort: nordwestlichster Punkt der Ringlinie).
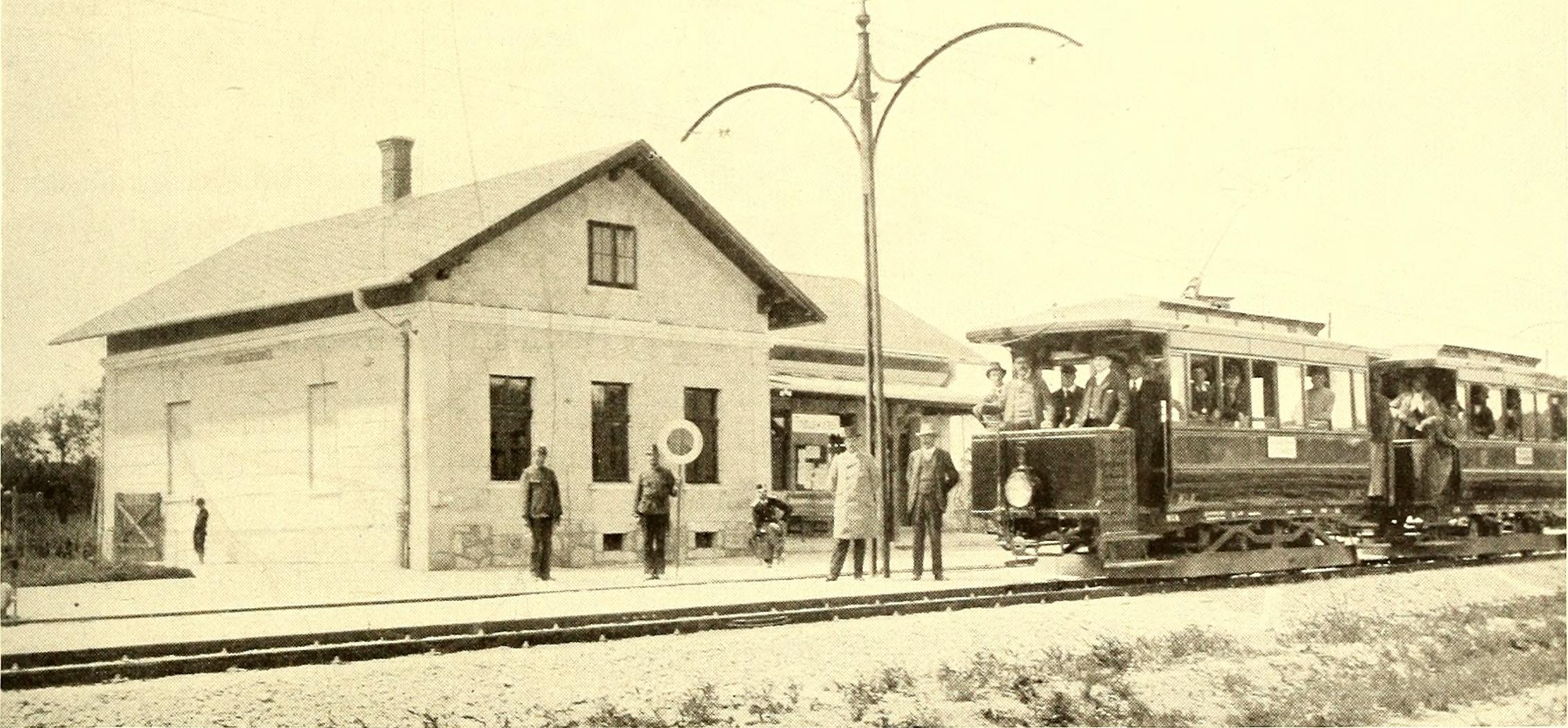
Zug der Linie nach Guntramsdorf mit Wagen der Serie 95–99 (1899).
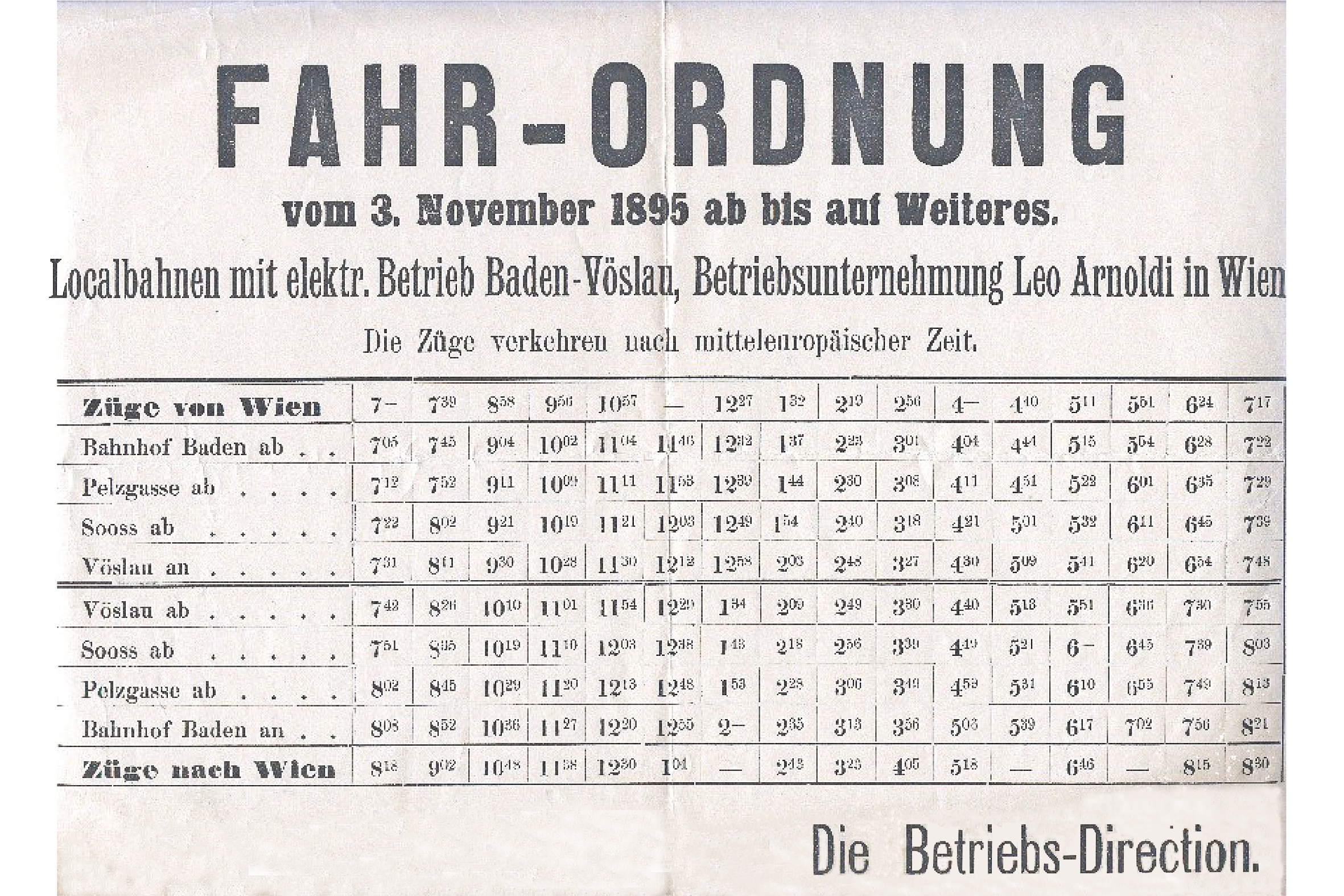
Fahrplan der "Vöslauer Elektrischen" aus dem Eröffnungsjahr 1895.
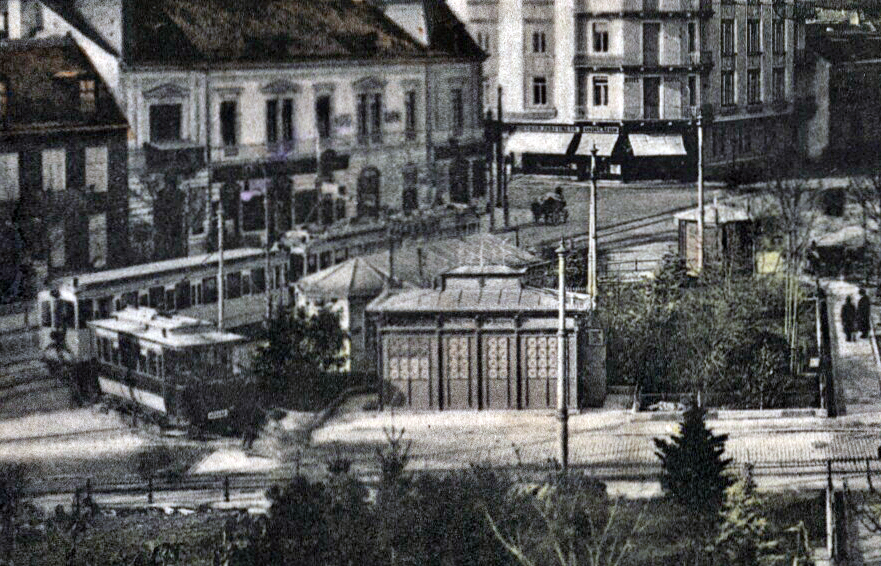
Abfahrtsstelle der Vöslauer Linie am Josefsplatz, links ein aus Wien angekommener Zug der Badner Bahn, davor wartend ein grün-créme lackierter Wagen der Serie 92–99.
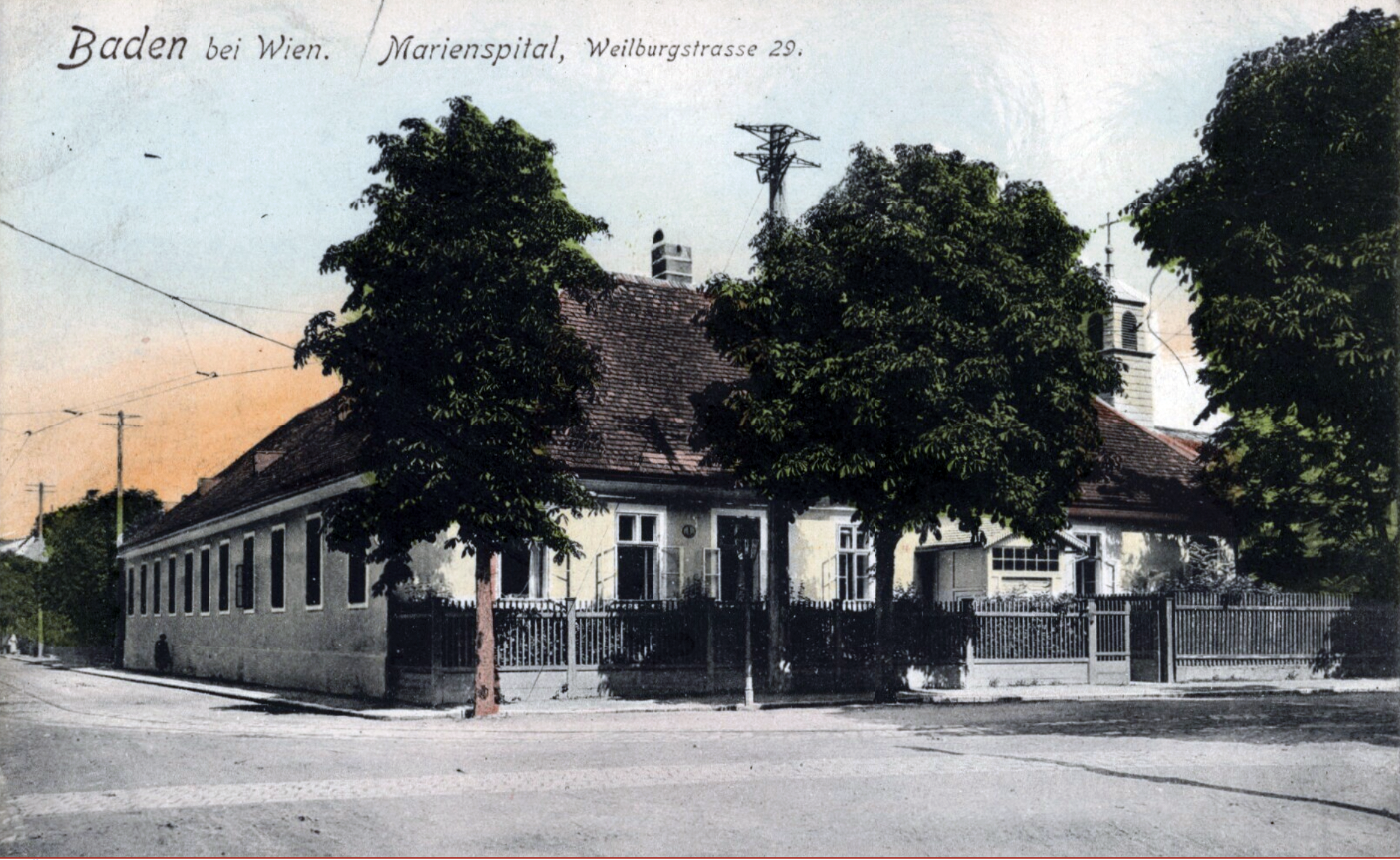
Am ehemaligen Marienspital in der Weilburggasse bog die Strecke mit einer scharfen Kurve in die Schimmergasse ein.
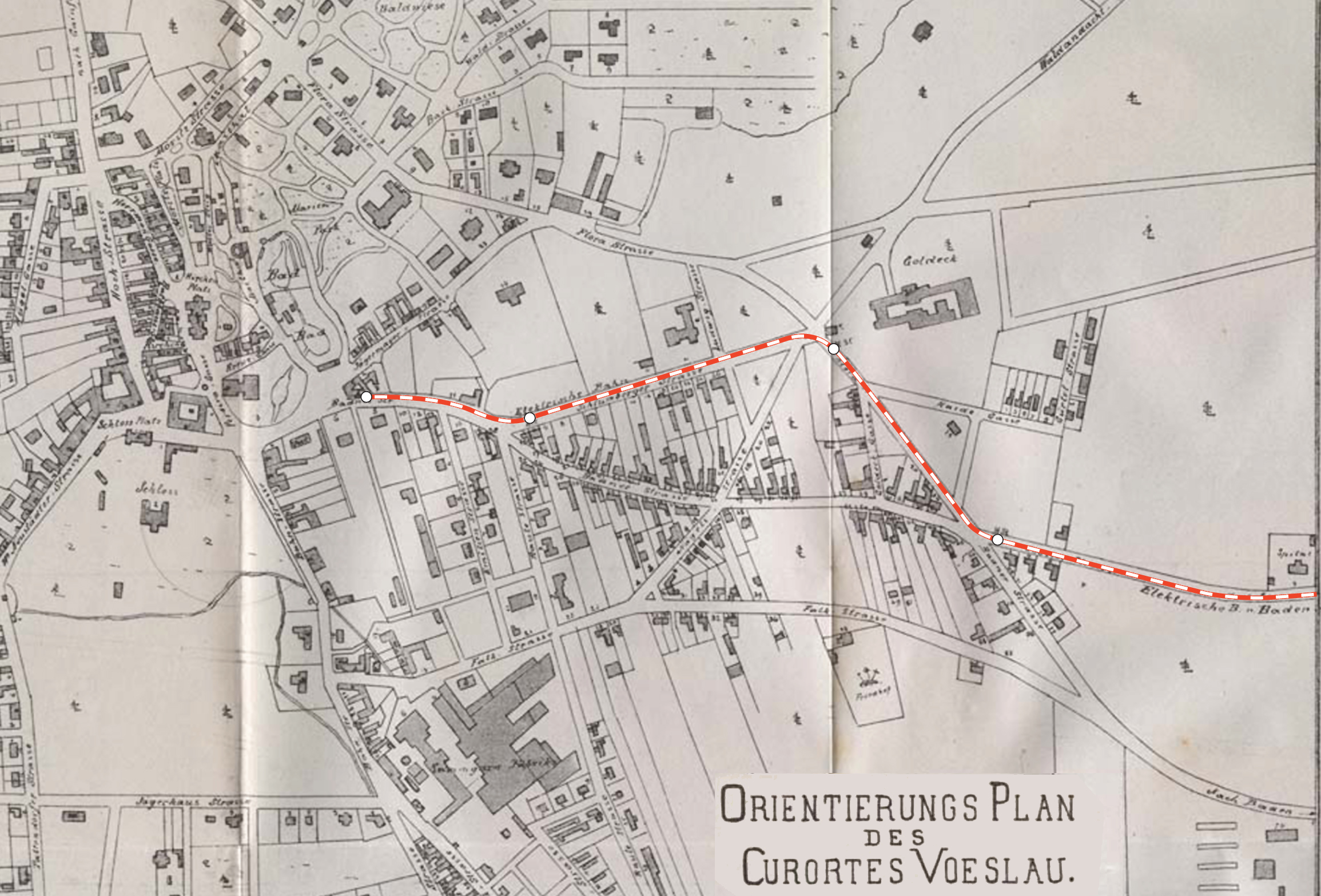
Plan der Linie nach Vöslau, Streckenverlauf in Bad Vöslau (1909).
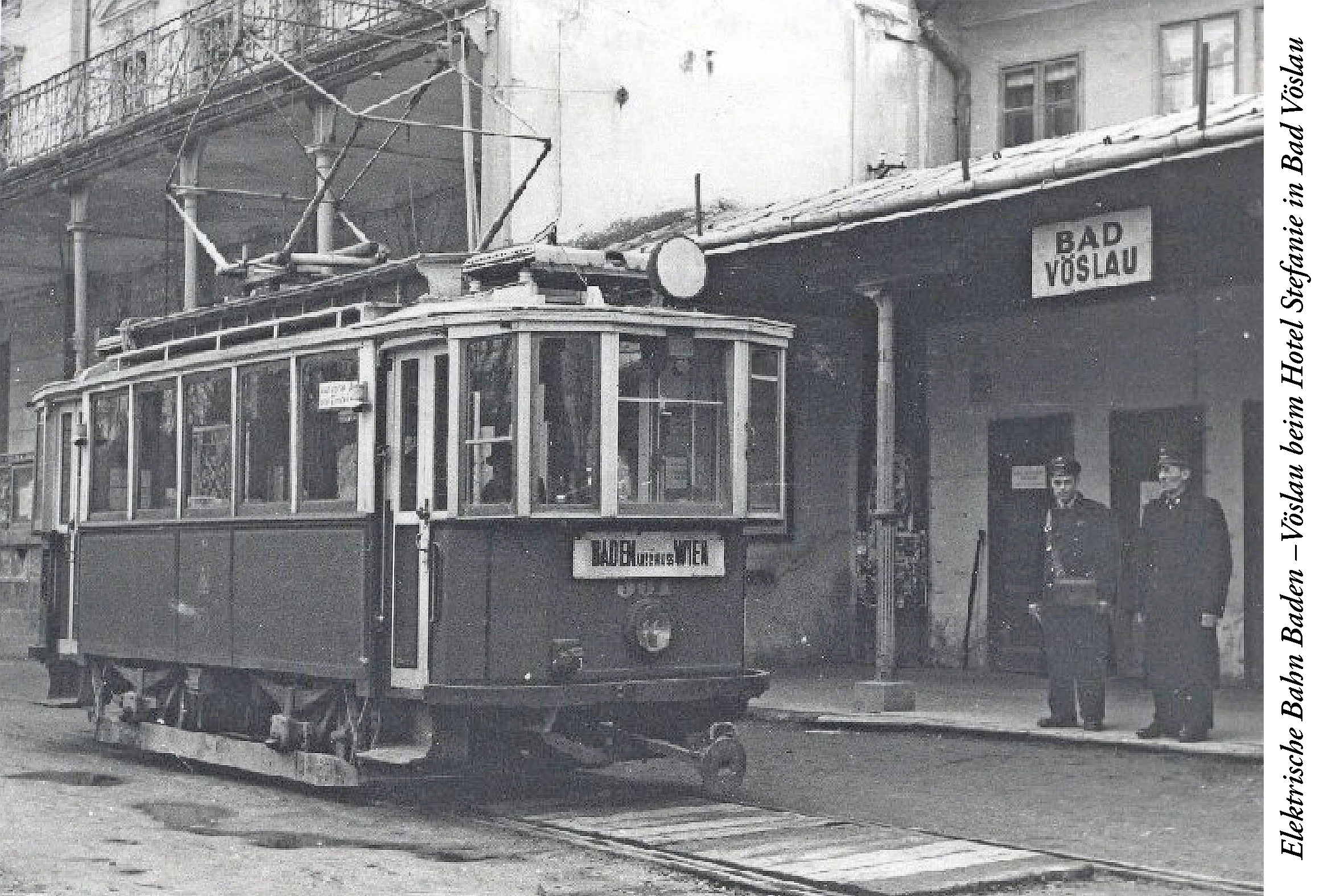
Ehemaliger Wiener D1-Triebwagen (mit Scherenbügel) in der Endstelle Bad Vöslau neben dem Hotel Stefanie. Aufnahme aus den letzten Jahren des Betriebes.
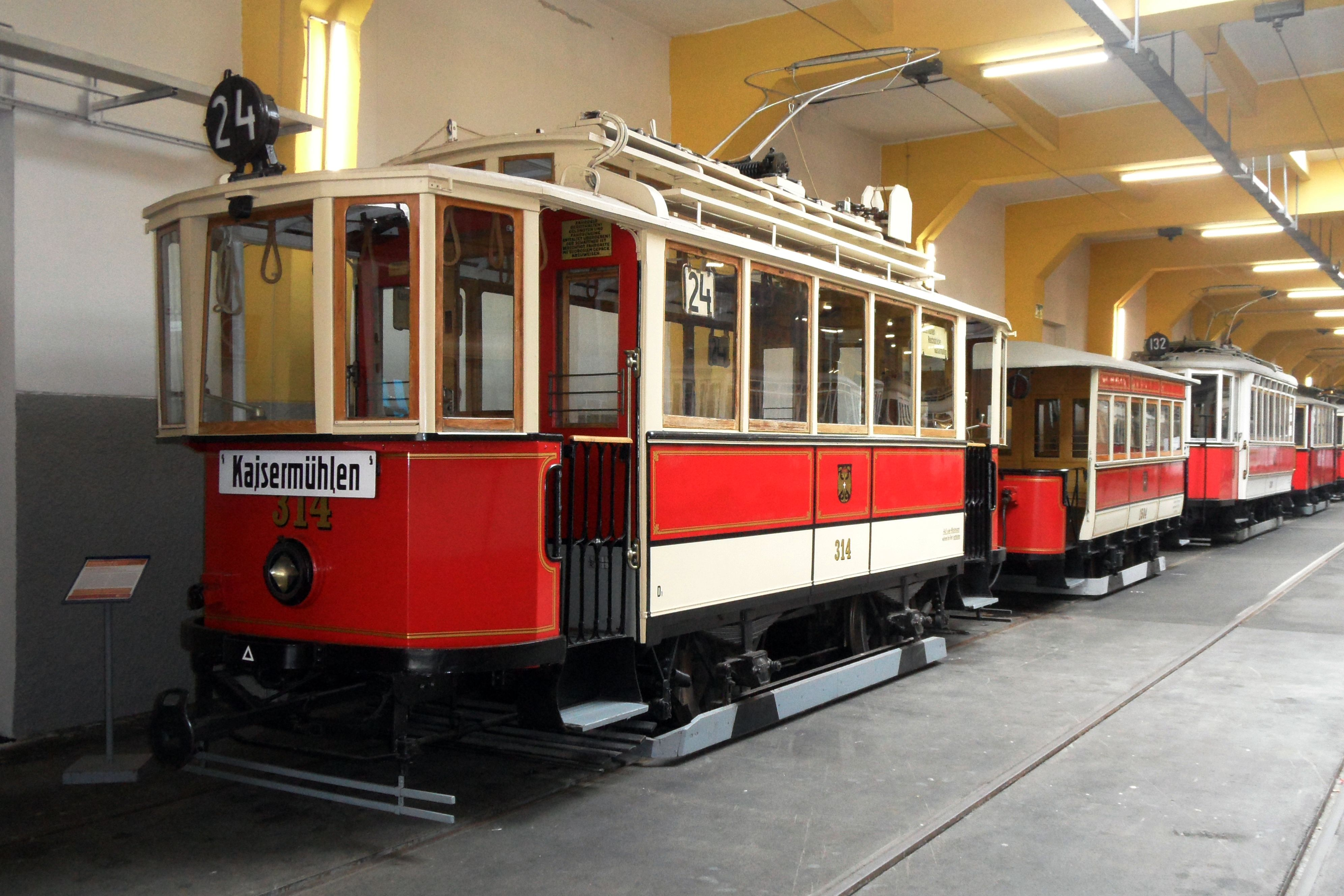
Triebwagen D1 314 zählte ab 1942 zum Bestand der Badener Straßenbahn
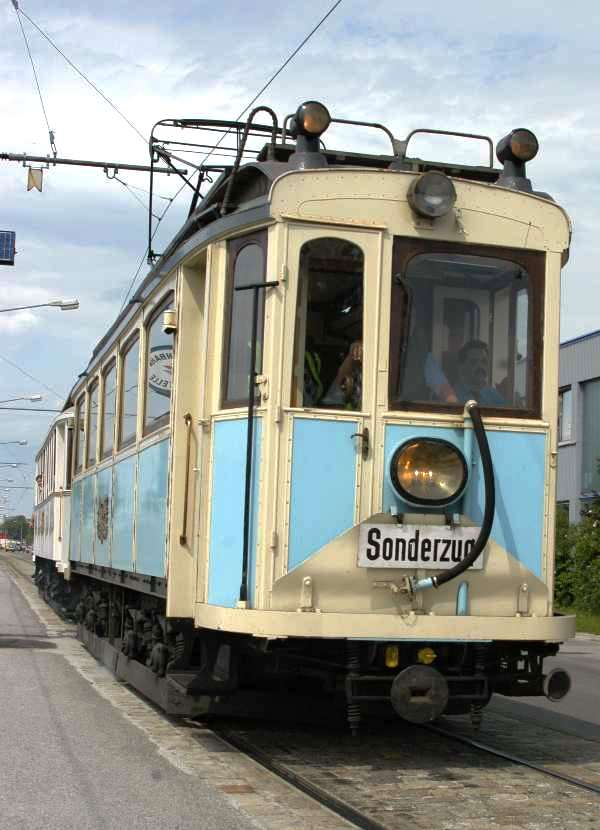
Der Hofsalonwagen kam ab 1911 zum Einsatz und beförderte vor allem Mitglieder des Kaiserhauses.